# Quảng Nam, Văn Sơn
Quảng Nam (chữ Hán giản thể: 广南县, âm Hán Việt: Quảng Nam huyện) là một huyện của châu tự trị dân tộc Choang, Miêu Văn Sơn, tỉnh Vân Nam, Trung Quốc. Toàn huyện rộng 7.983 km² và có 74 vạn dân (năm 2002) trong đó gồm hơn 34 vạn người Choang. Huyện lỵ là trấn Liên Thành. Huyện này được chia ra 7 trấn và 11 hương.
- Trấn: Liên Thành, Bát Bảo, Nam Bình, Châu Nhai, Na Sái, Châu Lâm và Bá Mỹ.
- Hương: Đổng Bảo, Cựu Mô, Dương Liễu Tỉnh, Bản Bang, Thự Quang, Hắc Chi Quả, Triên Giác, Ngũ Châu, Giả Thố, Giả Thái, Để Vu.
- Nông trường: Thường Thượng và Thạch Sơn.